# IC 1838/1
IC 1838/1 је спирална галаксија у сазвијежђу Ован која се налази на листи објеката дубоког неба у Индекс каталогу.
Деклинација објекта је + 19° 27' 18" а ректасцензија 2h 44m 43,0s. Привидна величина (магнитуда) објекта IC 1838 износи 14,6 а фотографска магнитуда 15,3. IC 18381 је још познат и под ознакама MCG 3-8-2, CGCG 463-5, PGC 10389.